# McDonnell Douglas DC-9
McDonnell Douglas DC-9 (định danh ban đầu Douglas DC-9) là một loại máy bay chở khách phản lực mà sau này phát triển thành MD-80 và MD-90. Nó là loại máy bay ngắn chở được từ 80 đến 135 khách và tầm bay khoảng hơn 4700km. Được trang bị hai động cơ Pratt & Whitney JT8D với lực đẩy khoảng 12.200 pound lực.

## Biến thể

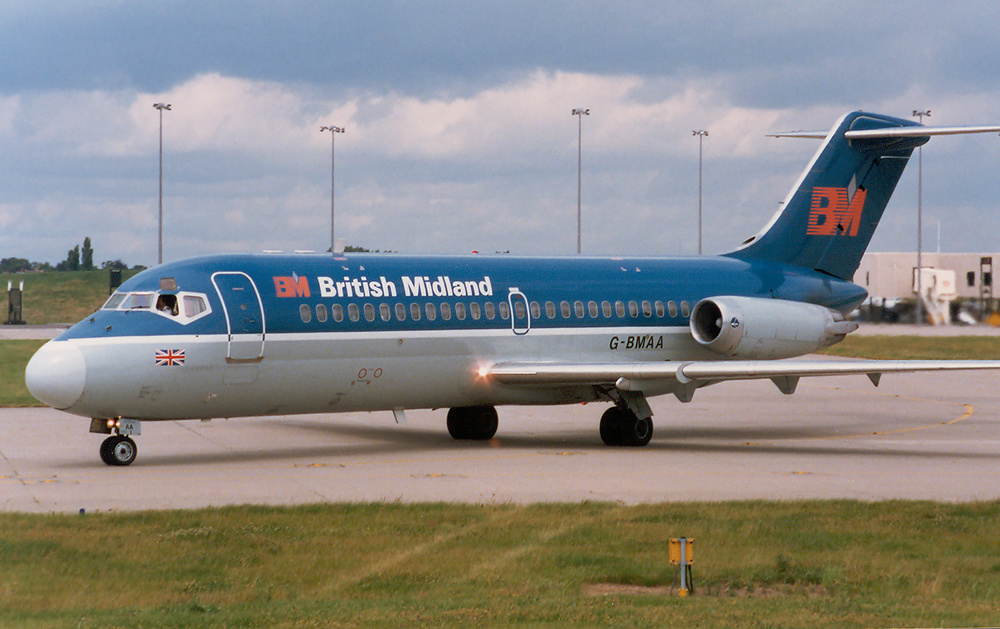
DC-9-15 của hãng British Midland Airways

### Series 30

#### Các phiên bản của Series 30 versions
Series 30 được chế tạo với 4 phiên bản phụ chính.
- DC-9-31:
- DC-9-32:
- DC-9-33:
- DC-9-34:

### Series 40

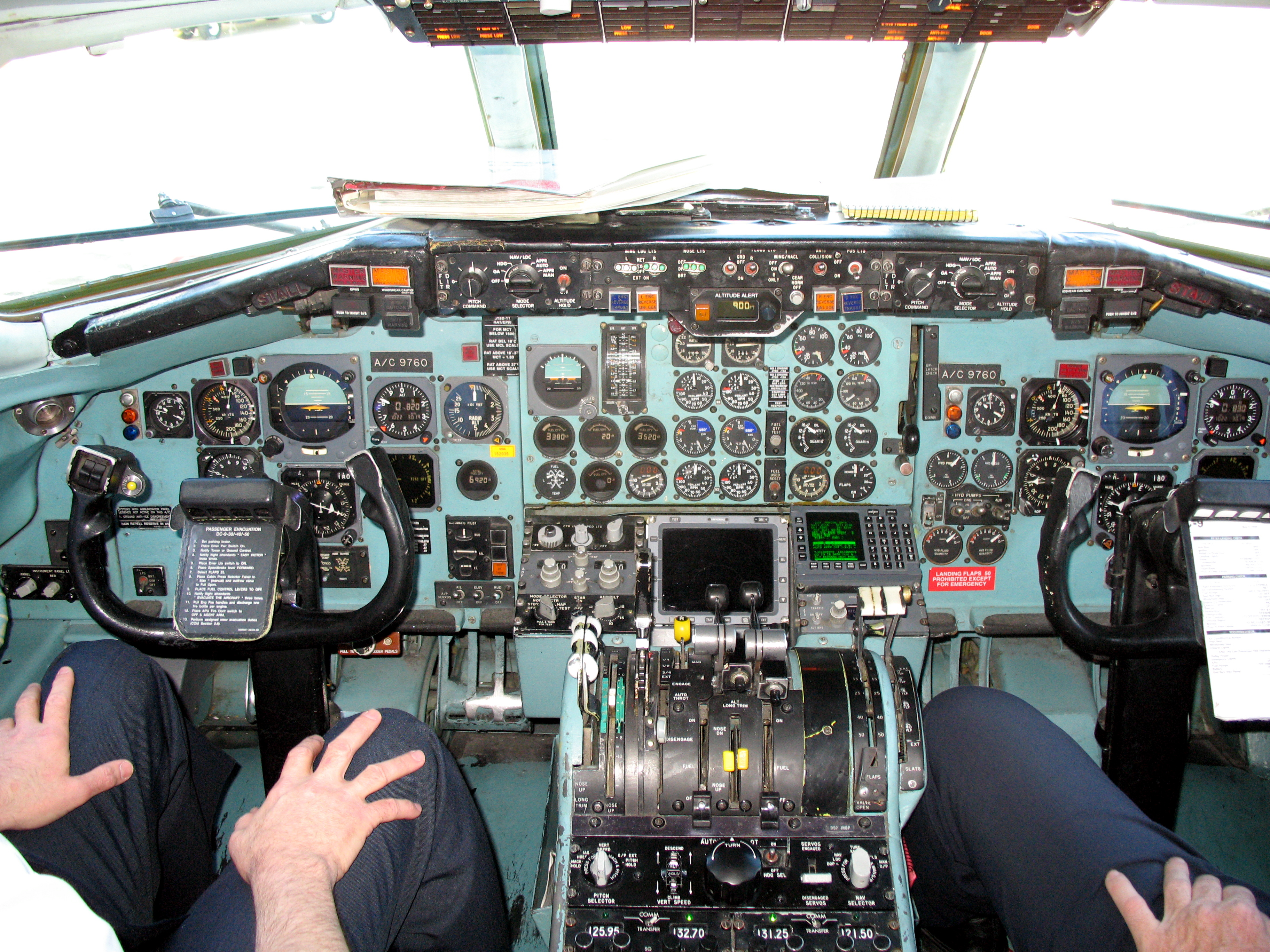
Buồng lái DC-9-40

### Quân sự và chính phủ
- C-9A Nightingale
- C-9B Skytrain II
- VC-9C
- C-9K

## Thông số kỹ thuật

### Giao hàng
|                                                   | DC-9-15                                 | DC-9-20                        | DC-9-30                                  | DC-9-40                                  | DC-9-50                                 |
| Tổ lái                                            | 2                                       | 2                              | 2                                        | 2                                        | 2                                       |
| Hành khách (1 class)                              | 90                                      | 90                             | 115                                      | 125                                      | 135                                     |
| Chiều dài                                         | 104 ft 4¾ in (31,82 m)                  | 104 ft 4¾ in (31,82 m)         | 119 ft 3½ in (36,37 m)                   | 125 ft 7¼ in (38,28 m)                   | 133 ft 7¼ in (40,72 m)                  |
| Sải cánh                                          | 89 ft 5 in (27,25 m)                    | 93 ft 5 in (28,47 m)           | 93 ft 5 in (28,47 m)                     | 93 ft 5 in (28,47 m)                     | 93 ft 5 in (28,47 m)                    |
| Chiều cao                                         | 27 ft 6 in (8,38 m)                     | 27 ft 6 in (8,38 m)            | 27 ft 6 in (8,38 m)                      | 28 ft 0 in (8,53 m)                      | 28 ft 0 in (8,53 m)                     |
| Diện tích cánh                                    | 934,3 sq ft (86,77 m²)                  | 1,000.7 sq ft (92,97 m²)       | 1,000.7 sq ft (92,97 m²)                 | 1,000.7 sq ft (92,97 m²)                 | 1,000.7 sq ft (92,97 m²)                |
| Tỉ số cạnh                                        | 8.55:1                                  | 8.71:1                         | 8.71:1                                   | 8.71:1                                   | 8.71:1                                  |
| Trọng lượng rỗng                                  | 49.020 lb (22.235 kg)                   | 52.880 lb (23.880 kg)          | 57.190 lb (25.940 kg)                    | 58.670 lb (26.612 kg)                    | 61.880 lb (28.068 kg)                   |
| Trọng lượng cất cánh tối đa                       | 90.700 lb (41.100 kg)                   | 98.000 lb (44.500 kg)          | 108.000 lb (49.090 kg)                   | 114.000 lb (51.700 kg)                   | 121.000 lb (54.900 kg)                  |
| Động cơ (2x)                                      | P&W JT8D-5 hoặc -7                      | P&W JT8D-11                    | P&W JT8D-7, -9, -11, -15 hoặc -17        | P&W JT8D-9, -11, -15 hoặc -17            | P&W JT8D-15 hoặc -17                    |
| Lực đẩy                                           | 12.250 tới 14.000 lbf (54,5 to 62,3 kN) | 14.500 lbf (64,5 kN)           | 14.000 tới 16.000 lbf (62,3 tới 71,2 kN) | 14.500 tới 16.000 lbf (64,5 tới 71,2 kN) | 15.500 tới 16.000 lbf (69 tới 71.,2 kN) |
| Vận tốc hành trình lớn nhất (25.000 ft (7.620 m)) | 490 kn (564 mph, 907 km/h)              | 494 kn (569 mph, 915 km/h)     | 490 kn (565 mph, 907 km/h)               | 485 kn (558 mph, 898 km/h)               | 485 kn (558 mph, 898 km/h)              |
| Tầm hoạt động tối đa                              | 1.590 hải lý (1.831 mi, 2.946 km)       | 1.605 nmi (1.848 mi, 2.974 km) | 1.670 nmi (1.923 mi, 3.095 km)           | 1.555 nmi (1.790 mi, 2.880 km)           | 1.795 nmi (2.067 mi, 3.326 km)          |
| Sức chứa nhiên liệu                               | 3.700 galông Mỹ (14.000 l)              | 3.679 galông Mỹ (13.930 l)     | 3.679 galông Mỹ (13.930 l)               | 3.679 galông Mỹ (13.930 l)               | 5.038 galông Mỹ (19.070 l)              |

- Tiets diện cabin:[3]
  - Chiều rộng ngoài: 10 ft 11.6 in (3.34 m)
  - Chiều rộng trong: 10 ft 3.7 in (3.14 m)
  - Chiều rộng ngoài: 11 ft 8 in (3.6 m)
  - Chiều rộng trong: 6 ft 9 in (2.06 m)

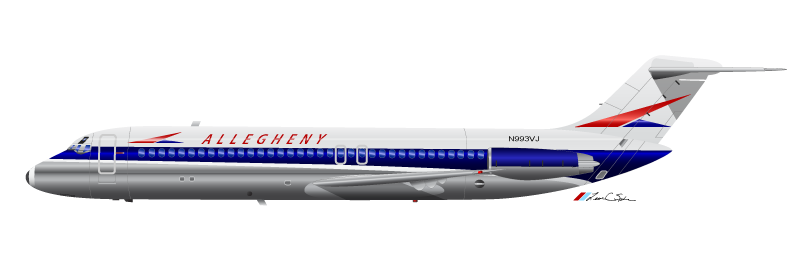
DC-9-30 của Allegheny Airlines 1970

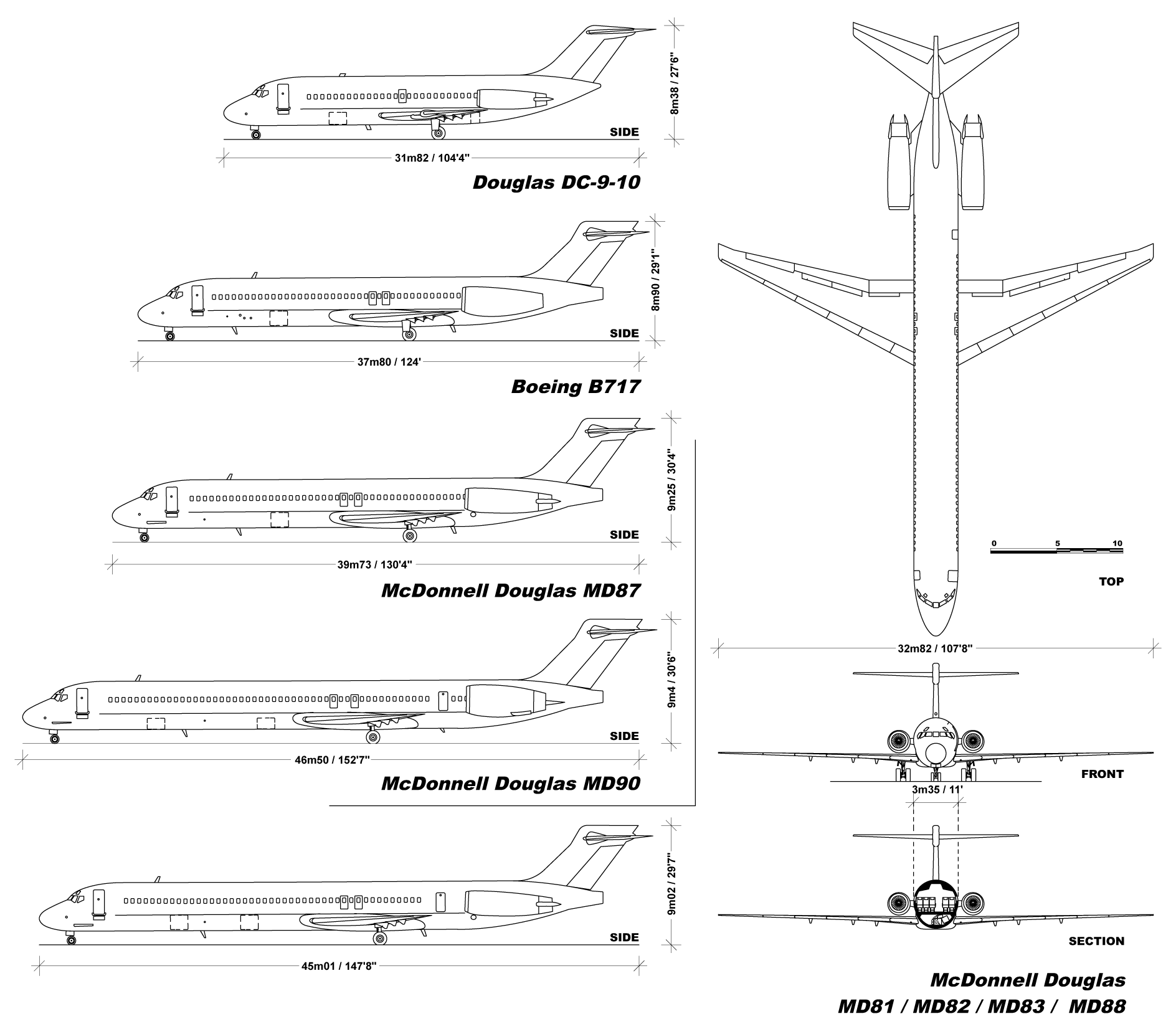
So sánh McDonnell Douglas DC-9, Boeing 717, và McDonnell Douglas MD-80

Nguồn: Jane's All The World's Aircraft 1976–77 except where specified.